# جيمس فيليكس جونز
جيمس فيليكس جونز  (بالإنجليزية: James Felix Jones أو Capt Felix Jones)‏ (1878-1813م). ضابط بحري بريطاني

## السيرة
فيليكس جونز عمل في شركة الهند الشرقية، بداية كضابط بحري ضمن طاقم سفينة المسح والاستطلاع (بالينوروس)، التي يقودها الكابتن ستافورد بيتسوورث هينز (1802-1860). أفضل من عرف في تأمين عدن نيابة عن الشركة.وفيما بعد عمل في مسح سيلان وخليج منار تحت إشراف الملازم أول (باول).وفي الأعوام (1840-1841) إنضم إلى الملازم (سي دي كامبل) ثم الكابتن (لنش) للعمل بمسح مسار نهر الفرات إلى البحر الأبيض المتوسط، وقد نجح (لنش) في إتمام هذا المسح عام (1843) واستمر في هذا العمل لعدة سنوات. نتيجة للخلافات على المناطق الحدودية بين الدولة العثمانية وبلاد فارس شارك مع الرائد (الآن هو السير هنري رولنسون) في جمع المعلومات عن الحدود، وذلك غي عام (1844)، وتم طباعة النتائج ونشرها رسمياً تحت عنوان: سرد رحلة عبر أجزاء من بلاد فارس وكردستان عام (1849). ثم ترقى ليصبح هو القائد، في (13 سبتمبر/أيلول 1847). قام بإجراء مسوحات لأماكن أثرية في بلاد ما بين النهرين من ضمنها أجرى مسحاً لمسار مجرى نهر النهروان القديم وذلك عام (1848). وكذلك قام بمسح مجرى نهر دجلة والموقع الذي يعتقد إنه موقع أوبيس الأثري وذلك عام (1850). وكذلك مسح أرض قلب الحضارة الآشورية عام (1852)، وهو واحد من عدة رحالة أجانب زاروا بغداد في العهد العثماني، حيث قام بمسح لمنطقة بغداد عام (1853).وبعدها عُيِّن الوكيل السياسي البريطاني في بغداد، ثم القنصل العام في البلدان العربية التي ضمن الدولة العثمانية وذلك عام (1854). ثم أصبح الوكيل السياسي في خليج فارس عام (1855) وعندها بدأ التنقيب في موقع ليان الأثري في شبه جزيرة بوشهر ولكن تم التخلي عنها بسبب إندلاع الحرب الذي إبلغ عنها من خلال برقية مرسلة من قبل (دبليو إف بريدو). ونتيجة لتدهور حالته الصحية اضطر إلى العودة إلى إنجلترا، حيث قضى بقية حياته المهنية في تنفيذ الأعمال التي تخص الجانب الجغرافي لمكتب الهند، حيث قدم للمكتب خارطة كان قد رسمها بشكل جميل على أربعة أوراق، لغرب آسيا بما في ذلك نهري دجلة والفرات، وهي موجودة ضمن مجموعة مخطوطات مكتب الهند. وكان قد عمل في الجمعية الجغرافية الملكية، وهو مساهم مهم في المجلة الجغرافية، وعضو في النادي الجغرافي.

## العائلة
متزوج من امرأة بغدادية تدعى صوفي مراد شاه (صوفي تاكور) وله أربعة أبناء.

## وفاته
توفي الكابتن جيمس فيليكس جونز بمنزله في فيرنسايد، شارع تشيرتش (الكنيسة)، أبر نوروود، سيري في (3 سبتمبر/أيلول 1878م).
نعته المجلة الجغرافية، ووصفته بأنه: أحلى أعظم الحلي للبحرية الهندية القديمة.

## مؤلفاته
- بغداد في منتصف القرن التاسع عشر.[4]